# Lou Brock
Louis Clark Brock (ur. 18 czerwca 1939 w El Dorado, zm. 6 września 2020 w Saint Louis) – amerykański baseballista, który występował na pozycji lewozapolowego, sześciokrotny uczestnik Meczu Gwiazd, ośmiokrotny zwycięzca w klasyfikacji pod względem liczby skradzionych baz, członek Baseball Hall of Fame.

## College i Minor League Baseball
Brock studiował na Souhtern University, gdzie w latach 1958–1960 grał w drużynie uczelnianej Southern Jaguars. Jako pierwszoroczniak uzyskał średnią 0,140. Na drugim roku jego średnia wzrosła do 0,545, ponadto zaliczył 80 uderzeń (w tym 13 home runów) w 27 meczach. Southern jako pierwsza zdobyła mistrzostwo National Association of Intercollegiate Athletics, w której kształcili się wyłącznie czarnoskórzy studenci, pokonując w finale Omaha Univeristy 10–2. Brock zdobył dającego wyrównanie home runa, a w całym meczu zaliczył dwa odbicia na pięć podejść i został wybrany do All-Tournament Team.
W 1959 został powołany do reprezentacji Stanów Zjednoczonych na igrzyska panamerykańskie w Chicago. Jako drugoroczniak był obserwowany przez skautów klubów Major League Baseball, jednak zdecydował się zostać na trzeci sezon na uczelni, uzyskując średnią 0,370. W lecie 1960 otrzymał propozycję podpisania kontraktu od dwóch klubów – Chicago Cubs i Chicago White Sox.
22 sierpnia 1960 Brock podpisał kontrakt jako wolny agent z Chicago Cubs i w 1961 został przydzielony do zespołu farmerskiego St. Clouds Rox, gdzie w pierwszym podejściu do odbicia zdobył home runa, a w całym sezonie uzyskał najlepszą średnią w Northern League (0,361). Ponadto zaliczył najwięcej double'ów (33), runów (117) i uderzeń (181). 

## Major League Baseball

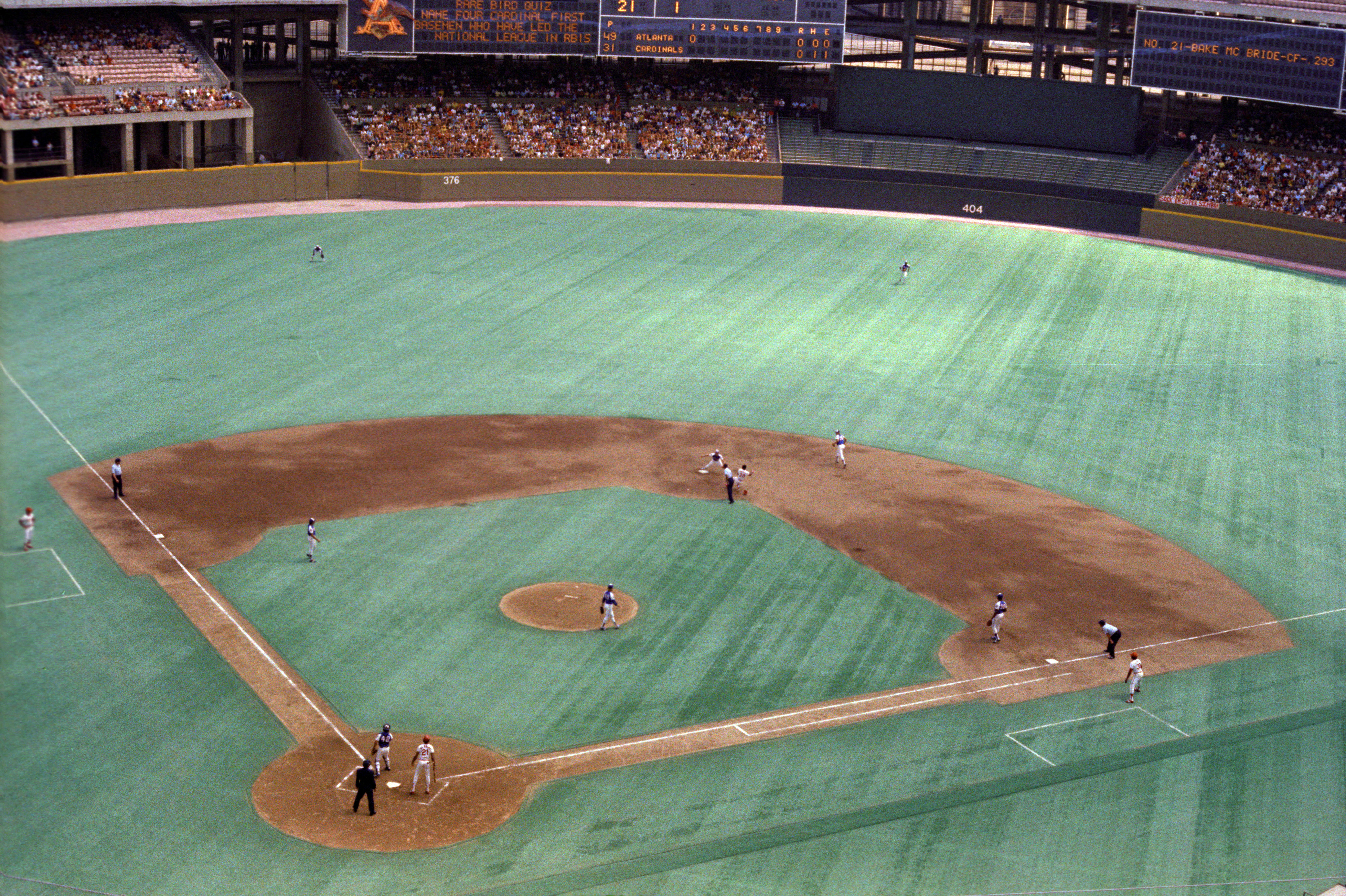
Lou Brock podczas próby kradzieży drugiej bazy w meczu przeciwko Atlanta Braves, rozegranym 24 sierpnia 1975.

### Chicago Cubs
W Major League Baseball zadebiutował 10 września 1961 jako środkowozapolowy w meczu przeciwko Philadelphia Phillies, w którym zaliczył single'a i zdobył runa. W 1962, w swoim pierwszym debiutanckim sezonie wystąpił w 123 meczach, uzyskując średnią 0,263, a w następnym zanotował ją na podobnym poziomie 0,258 w 140 spotkaniach. W 1963 został przesunięty ze środkowego na prawe zapole. 

### St. Louis Cardinals
15 czerwca 1964 w ramach wymiany zawodników przeszedł do St. Louis Cardinals. Menadżer tego zespołu Johnny Keane przesunął Brocka na lewe zapole, pozycję, na której występował do końca kariery. Do końca sezonu uzyskał średnią 0,348 i skradł 33 bazy. Cardinals zdobyli pierwsze mistrzostwo National League od 1946 roku i pokonali w World Series New York Yankees 4–3. W finałach Brock wystąpił we wszystkich siedmiu meczach zaliczając 9 odbić na 30 podejść (0,300), w tym dwa double i home runa.  W 1966 skradł najwięcej baz w lidze (74); w tej klasyfikacji zwyciężał jeszcze siedmiokrotnie, a w 1967 po raz pierwszy zagrał w Meczu Gwiazd. Sezon 1967 zakończył ze średnią 0,299 i ustanowił rekord kariery zdobywając 24 home runy. W World Series uderzał średnio 0,414 i ustanowił rekord finałów kradnąc siedem baz, a Cardinals pokonali Boston Red Sox 4–3.
W sezonie 1968 zaliczył najwięcej w lidze double'ów (46)i triple'ów (13). W tym samym roku w World Series Brock uzyskał średnią 0,464 (13–28) i wyrównał rekord finałów kradnąc siedem baz, jednak Cardinals ulegli Detroit Tigers. W 1974 ustanowił rekord National League, kradnąc 118 baz w sezonie zasadniczym, a w głosowaniu na najbardziej wartościowego zawodnika zajął 2. miejsce za Steve’em Garveyem z Los Angeles Dodgers. 29 sierpnia 1977 w wyjazdowym meczu przeciwko San Diego Padres skradł 893. bazę i wyprzedził lidera w klasyfikacji wszech czasów Ty'a Cobba; rekord ten został pobity przez Rickeya Hendersona w 1991 roku. 13 sierpnia 1979 w meczu z Chicago Cubs rozegranym na Busch Stadium został 14. zawodnikiem w historii Major League Baseball, który osiągnął pułap 3000. uderzeń. W 1979 za działalność charytatywną otrzymał Roberto Clemente Award

## Późniejszy okres

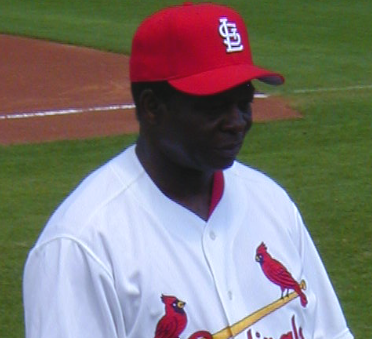
Lou Brock jako członek sztabu szkoleniowego St. Louis Cardinals podczas spring training w 2005 roku.

W 1979 numer 20, z którym występował został zastrzeżony przez St. Louis Cardinals. Cztery lata później został uhonorowany członkostwem w Louisiana Sports Hall of Fame. W latach 1981–1984 był sprawozdawcą z meczów Cardinals. W 1985 został wprowadzony do Baseball Hall of Fame. Ponadto został włączony do  St. Louis Walk of Fame (1994), Arkansas Sports Hall of Fame (1995) i Missouri Sports Hall of Fame (2006). W 1995 był członkiem sztabu szkoleniowego Cardinals. W 1998 został umieszczony przez magazyn Sporting News na 58. miejscu wśród 100 najlepszych baseballistów wszech czasów.

## Nagrody i wyróżnienia
| Nagroda/wyróżnienie              | Lata                               | Źródło      |
| 6× All-Star                      | 1967, 1971, 1972, 1974, 1975, 1979 | [ 5 ]       |
| 2× zwycięzca w World Series      | 1964, 1967                         | [ 3 ] [ 4 ] |
| Roberto Clemente Award           | 1975                               | [ 6 ]       |
| Baseball Hall of Fame            | od 1985                            | [ 8 ]       |
| # 20 zastrzeżony przez Cardinals | 1979                               | [ 7 ]       |